# Колено Иссахарово
Колено Иссахарово (ивр. שֵׁבֶת יִשָּׂשכָר / יִשְׂשָׂכָר‎) — одно из колен Израилевых, потомки Иссахара, сына Иакова. Было третьим по численности среди всех колен (Чис. 26:25). Его владения находилось к северу от уделов Манассии и Ефрема и к югу от Завулона, между Кармилом и Иорданом, и занимало большую часть плодоносной Изреельской равнины с прилежащими к ней горами: Фавором, малым Ермоном, Гелвуем (Нав. XIX, 17-23).

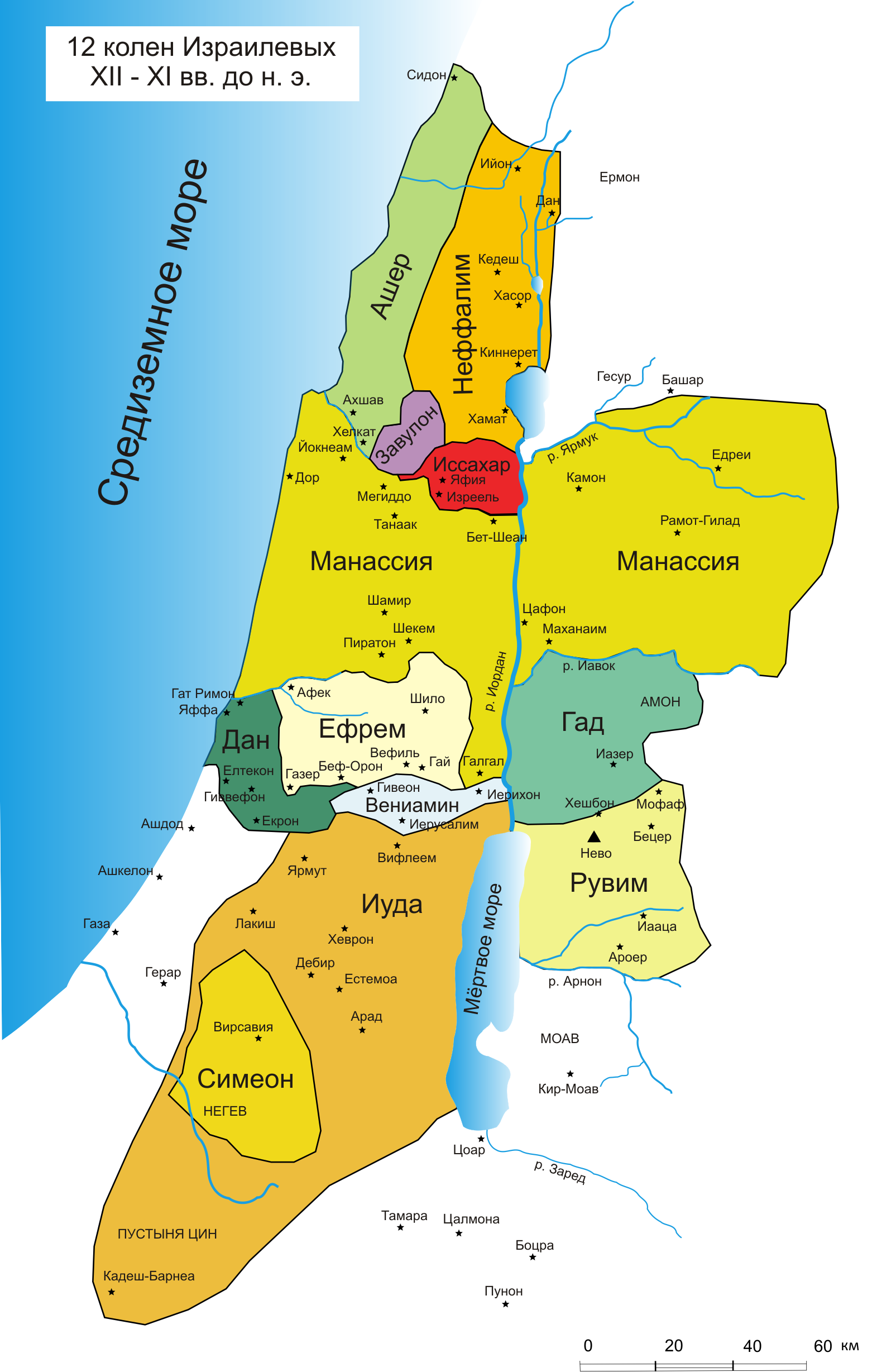
Колена Израилевы

Князья его были храбры на войне (Суд. 5:15) и впоследствии содействовали воцарению Давида: «люди разумные, которые знали, что и когда надлежало делать Израилю» (1 Пар. 12:32).